# Castell de Montclar (Montclar)
El Castell de Montclar és un castell termenat del municipi de Montclar (Berguedà) declarat bé cultural d'interès nacional.

## Descripció
Del castell de Montclar no se'n conserven restes. Estaria situat a la part més alta del poble, probablement on actualment hi ha la casa del segle xvii coneguda com "El Castell", a la plaça del Poble. Està documentat el 1309.